# Rubus luchunensis
Rubus luchunensis är en rosväxtart som beskrevs av Tse Tsun Yu och L.T. Lu. Rubus luchunensis ingår i släktet rubusar, och familjen rosväxter. Utöver nominatformen finns också underarten R. l. coriaceus.